# Semnoz

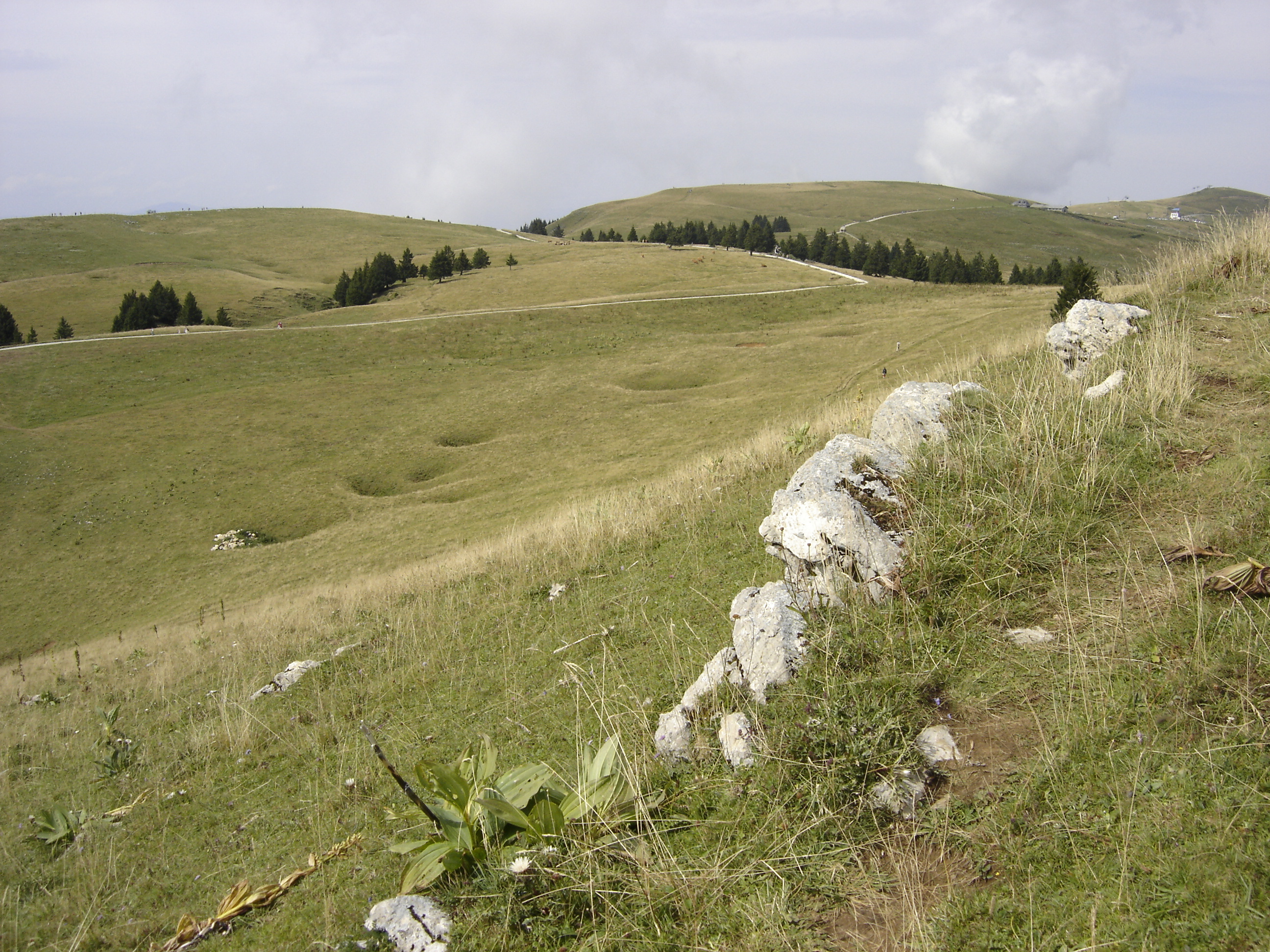
Plateau van Semnoz

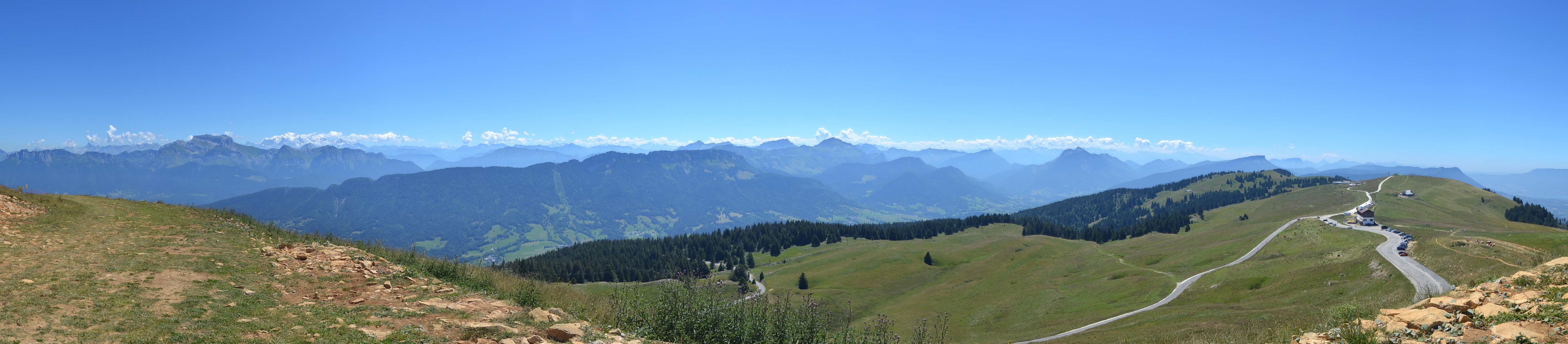
Uitzicht vanaf de Semnoz, links in de verte de Mont Blanc

Semnoz is een berg gelegen in Haute-Savoie, bij Annecy, Frankrijk. De berg bevindt zich in het Baugesmassief en heeft een hoogte van 1699 meter.

## Ronde van Frankrijk
De twintigste (voorlaatste) etappe van de Ronde van Frankrijk 2013 eindigde voor de eerste keer op deze berg. Er werd reeds over deze berg gereden in de Ronde van Frankrijk 1998, maar vanwege de Festina-affaire werd die etappe geneutraliseerd.

## Landbouw en bosbouw
Op de berg vinden landbouw en bosbouw plaats. Zo wordt onder meer de kaas reblochon van de koeienmelk gemaakt. De bossen worden duurzaam geëxploiteerd.

## Toerisme en recreatie
De berg wordt intesief gebruikt voor de wintersport. Er zijn verschillende skipistes en mogelijkheden voor snowkiten. In de zomer wordt de berg beklommen door wandelaars en fietsers. Bij de top van de berg is een bushalte en zijn twee restaurants.